# Zbiornik Iruka
Zbiornik Iruka (jap. 入鹿池 Iruka-ike) – zbiornik wodny, zlokalizowany niedaleko „parku tematycznego” Muzeum Meiji-Mura w Inuyamie, w prefekturze Aichi, w Japonii.
Jest to drugi co do wielkości zbiornik wodny w Japonii.
W 1868 r. po ulewnych deszczach tama nie wytrzymała. W wyniku powodzi zginęło 941 osób.